# 馬鞍山聖若瑟中學
馬鞍山聖若瑟中學（英語：Ma On Shan St. Joseph’s Secondary School）是一間全日制男女中學，位於新界沙田區馬鞍山，由香港天主教方濟會於1996年9月創校。現任校長為黃幗懿女士。

## 學校設施
舊翼大樓包括教學大樓、實驗室大樓與禮堂，實驗室大樓下有雨天操場及小食部。 新翼大樓於2005年7月啟用，樓高八層，新翼大樓的建築面積為452平方米，樓面面積共4066平方米，全幢大樓均鋪設內聯網絡、中央空調、中央廣播系統和監控系統。

## 歷任校長
- 甄偉英先生（1996-2004），創校校長，已於2004年9月7日因肝癌逝世，終年44歲，學校在他病逝後建造紀念銅像。
- 郭育慈先生（2004-2008）
- 柯財權先生（2008-2011）
- 黃幗懿女士（2011-今）

## 著名/傑出校友
- 伍文岍（網名：伍公子）：網路名人
- 李寶珊：網路名人
- 毛嘉麗：香港童星
- 可嵐：歌手
- 李世榮：2000年中五畢業生，香港立法會議員
- 鄭澤誠：前香港單車隊代表，現為單車教練 (UCI國際單車聯盟 level 3，最高資歷)
- 陳靜雅：（網名：Chucky）: 網路名人，網絡媒體Mill MILK內容創作者
- 胡學軒：歌手
- 梁允瑜：香港女藝人[1]

## 外部連結
- 學校網站 （页面存档备份，存于）